# Junk Head
Pour l’article homonyme, voir Junkhead pour la chanson d'Alice in Chains.
Pour plus de détails, voir Fiche technique et Distribution.
Junk Head est un film d'animation japonais écrit et réalisé par Takahide Hori (ja), sorti en 2017, puis en 2021 avec un nouveau montage.

## Synopsis
L'histoire se déroule dans un monde futuriste lointain où les humains ont atteint une importante longévité mais perdu leur fertilité, et sont presque éteints par le déclin démographique,. Le héros, un explorateur cyborg, pénètre dans un monde souterrain où vivent des espèces créées artificiellement. Sa mission est destinée à découvrir les secrets de leur reproduction. Au fil de l'histoire, il devient progressivement clair que le monde souterrain est une sorte de dystopie où de dangereux monstres rôdent ou se tiennent en embuscade, et que les espèces intelligentes créées artificiellement ont développé une société unique. L'histoire se termine de manière inattendue.

## Fiche technique
- Titre original et français : Junk Head
- Réalisation, scénario, musique, décors, photographie et montage : Takahide Hori (ja)
- Société de distribution : UFO Distribution (France)
- Pays de production :  Japon
- Format : couleur — 16/9
- Genre : animation, science-fiction, aventures
- Durée : 101 minutes
- Dates de sortie :
  - Canada : 23 juillet 2017 (FanTasia)
  - Japon : 26 mars 2021
  - France : 11 septembre 2021 (Festival européen du film fantastique de Strasbourg)[4] ; 18 mai 2022 (sortie nationale)
- Classification :
  - France : interdit aux moins de 12 ans

## Production
Au départ, Takahide Hori pensait, comme la plupart des gens, que « les films ne sont pas le fait d'un seul homme ». Puis, apprenant que le réalisateur Makoto Shinkai a réalisé seul son premier film The Voices of a Distant Star, et enthousiasmé par l'histoire de ce réalisateur, il décide d'essayer de faire un film et s'aventure dans le monde du cinéma à presque quarante ans. Cependant, Hori n'a aucune connaissance ni expérience en matière de réalisation de films ; entièrement autodidacte, il apprend tout sur Internet en vue de réaliser un film à l'aide de la technique d'animation en volume,, qui consiste à filmer image par image.
Hori commence la production fin 2009 et passe quatre ans à réaliser entièrement seul une version courte de 30 minutes, appelée Junk Head 1, s'occupant notamment de la réalisation, de la production, de la conception des marionnettes, de l'éclairage, de la caméra, des voix, du montage et de la composition musicale,,,. Les décors sont installés chez lui et dans son usine. Le film est terminé en octobre 2013. Hori loue une salle de cinéma et annonce quatre projections pour le 16 novembre 2013. Devant le succès, il met son film en ligne sur YouTube en accès libre.
Hori fait ensuite appel au financement participatif pour produire un deuxième court métrage, Junk Head 2, mais cette campagne est un échec,. Malgré cela, avec une petite équipe, il parvient à terminer un long métrage en 2017.
Alors qu'il souhaitait initialement réaliser dix courts métrages, Hori prévoit une trilogie de longs métrages. En 2023, Junk World, première suite à Junk Head, est annoncée pour pour une sortie en 2025.

## Accueil

### Sortie
Une première version du film sort en 2017 dans quelques festivals. Le film ressort en 2021 avec un nouveau montage.

### Accueil critique
En France, le site Allociné propose une moyenne de 3,5/5, fondée sur 19 critiques de presse.
Guillermo del Toro conseille Junk Head 1 et qualifie le travail de Hori de « brillance dérangée ».
Le film est décrit dans le quotidien japonais Asahi shinbun comme une œuvre « grotesque mais humoristique ». Un journaliste note, lors du festival FanTasia 2021, que le film serait « peut-être trop étrange pour les fans d'anime mainstream ». Avec son humour décalé, c'est aussi l'univers original post-apocalyptique très travaillé qui séduit les critiques. Le film est décrit par le média Écran Large comme un « exploit cyberpunk ». 
Sur la page du Festival européen du film fantastique de Strasbourg 2021, l'esthétique et l'univers du film sont rattachés à des artistes comme H.R. Giger, Jérôme Bosch mais aussi M.C. Escher. L'atmosphère post-apocalyptique et horrifique rappellerait aussi les productions du Théâtre Grand-Guignol. Un curateur du New York Asian Film Festival 2021 évoque des inspiration des Frères Quay, Jan Švankmajer, Terry Gilliam et Edward Gorey, tout en notant que Junk Head reste une œuvre singulière et originale.
L'implication de Takahide Hori dans chaque étape de la production, de l'animation à la musique, en passant par le scénario, le design, la lumière et les costumes, est salué dans de nombreuses critiques,. Dans le quotidien 20 Minutes, on peut lire : « Junk Head de Takahide Hori fait partie de ces œuvres si originales et si personnelles qu’on ne peut qu'admirer la détermination de leur auteur. »

## Distinctions

### Récompenses
- Festival du court métrage de Clermont-Ferrand 2014 : prix du meilleur film d'animation pour le version courte Junk Head 1 (2013)[19]
- FanTasia 2017 (Montréal, Canada) : prix Satoshi Kon[20] (meilleur long métrage d'animation)
- Fantastic Fest 2017 (Austin, États-Unis) : meilleur réalisateur[20]
- New York Asian Film Festival (en) 2021 : prix du public[21]
- Festival européen du film fantastique de Strasbourg 2021 : Cigogne d'or[20],[22]

### Nominations et sélections
- Festival de Raindance 2017
- FanTasia 2021 (Montréal, Canada) : prix Satoshi Kon (nomination)
- Festival international du film d'Helsinki 2021
- Festival international du film fantastique de Catalogne 2021 (Sitges, Espagne)[23]
- Festival Extrême Cinéma 2022 (Toulouse, France)[24]
- Les Intergalactiques 2022 (Lyon, France)[25],[26]